# Łącznica polowa PK-10
Łącznica polowa PK-10 – induktorowo-brzęczykowa centrala telefoniczna stosowana w ludowym Wojsku Polskim.
Łącznica stosowana była do organizacji łączności telefonicznej w jednostkach od batalionu do dywizji włącznie. Pojemność łącznicy 10 linii telefonicznych dwuprzewodowych, w tym pięciu linii z aparatami brzęczykowymi. Zespoły brzęczykowe mogły być wykorzystane do włączania aparatów induktorowych. Łącznica umożliwiała jednoczesne prowadzenie rozmów przez cztery pary abonentów. Można było również zestawić połączenie okólnikowe jednego abonenta z trzema innymi. 
Do obsługi łącznicy konieczny był aparat służbowy induktorowo-brzęczykowy. Przyrządy łącznicy pracowały na linii kablowo-telefonicznej PTF-7 x 2 od prądu induktorowego na odległość 10 km i od prądu brzęczykowego na odległość 9 km.
- rozwinięcie - ok. 5 min
- wymiary 320 x 320 x 230 mm
- masa 12,5 kg